# Tambovka (Astracan)
|  | Per a altres significats, vegeu «Tambovka». |

Tambovka (en rus: Тамбовка) és un poble de l'óblast d'Astracan, a Rússia, segons el cens del 2012 tenia 2.487 habitants.